# (74220) 1998 RX78
(74220) 1998 RX78 – planetoida z pasa głównego asteroid okrążająca Słońce w ciągu 4,45 lat w średniej odległości 2,71 j.a. Odkryta 14 września 1998 roku.